# Chris Algieri
Chris Algieri est un boxeur américain né le 2 mars 1984 à Huntington.

## Carrière
Passé professionnel en 2008, il devient champion du monde des poids super-légers WBO le 14 juin 2014 après sa victoire aux points par décision partagée face à Ruslan Provodnikov et malgré avoir été compté deux fois lors de la première reprise.
Le 22 novembre 2014, il affronte à Macao Manny Pacquiao, champion WBO des poids welters, et s'incline nettement aux points après avoir été compté 6 fois au cours du combat,. Sa ceinture des poids super-légers sera par la suite déclarée vacante.